# Cirrhitichthys aprinus
Cirrhitichthys aprinus · Épervier à taches rouges
Espèce
Cirrhitichthys aprinus, communément nommé Épervier à taches rouges, est une espèce de poissons marins de la famille des Cirrhitidae soit les poissons-faucons ou poissons-éperviers. Leur nom vernaculaire est issu de leur technique de chasse consistant à rester immobile dans le récif et à fondre sur leur proie en une brusque accélération dès que celle-ci devient accessible.

## Répartition

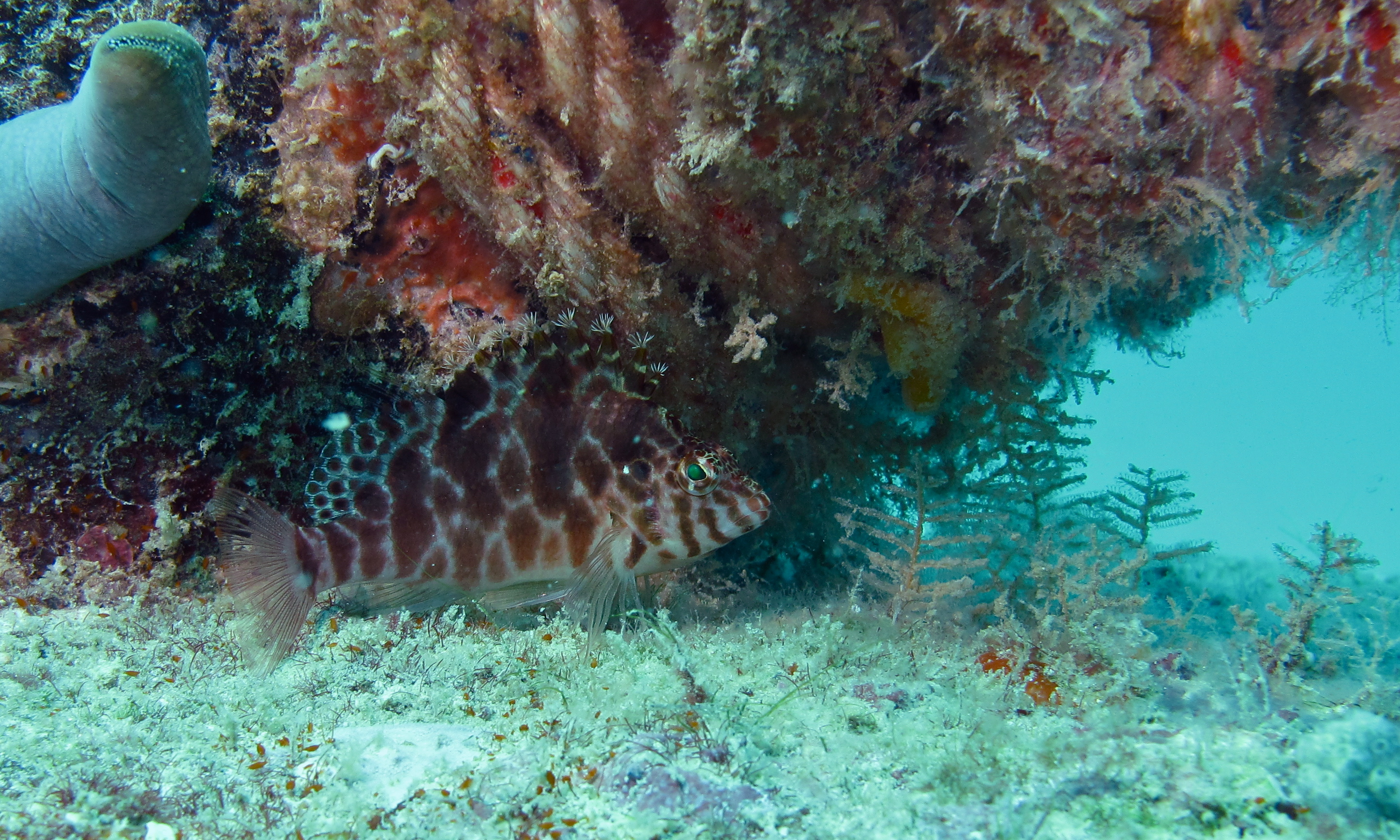
Cirrhitichthys aprinus (Sabah, Malaisie)

L'Épervier à taches rouges est présent dans les eaux tropicales de la région Indo-Ouest Pacifique soit des Maldives à la Grande barrière de corail.

## Description
Sa taille maximale est de 12,5 cm.